# Igor Petryanov
Igor Vassiliévitch Petryanov-Sokolov (né le 18 juin 1907 (1er juillet dans le calendrier grégorien) à Bolchaïa Yakchen près de Boutourlino; † le 19 mai 1996 à Moscou) est un physicochimiste et universitaire soviétique,,,. Ses recherches concernent la pollution de l'air contre les microparticules et la radioactivité.

## Carrière

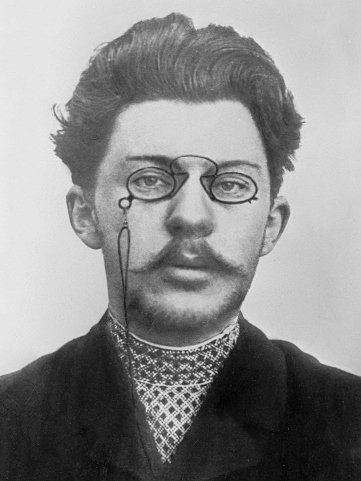
L. Karpov, fondateur de l'institut où Petryanov effectua sa carrière.

Petryanov-Sokolov est issu d'une famille de paysans. Son père, Vassili Michaïlovitch Petryanov, pratiquait la fauconnerie, ce qui explique qu'il ait adopté le sobriquet de Sokolov (Sokol = faucon), pour se démarquer des nombreux Petryanov du pays. Cet homme fut cocher à Moscou jusqu'à la révolution d'Octobre, tandis que sa famille demeurait à Iakchen. Bachelier avec félicitations en 1925, le jeune Petryanov-Sokolov gagna à son tour Moscou pour s'inscrire à la Faculté de chimie de l’université, et acheva ses études en 1930, sans toutefois recevoir de diplôme, puisque les Soviets les avaient abolis.
En 1929, Petryanov-Sokolov fut affecté comme chercheur-stagiaire à l'Institut Karpov de chimie physique (NIFChI, aujourd’hui rattaché à Rosatom), où il allait travailler pendant 67 ans. Ses travaux étaient consacrés aux aérosols : entre 1933 et 1939, il développa de nouvelles méthodes de séparation et les appliqua à l'étude des effets de la radioactivité et des décharges électriques sur la stabilité des aérosols. Plus généralement, ses recherches concernaient la pollution de l'air, un problème croissant dans une Russie en pleine industrialisation. En 1937, il découvrit avec Natalya Rosenblum et le directeur de son laboratoire, Nicolas Fuchs, un moyen d'élaborer des microfibres synthétiques. Après l'arrestation de Fuchs au mois d'avril 1937, Petryanov-Sokolov le remplaça à la direction du laboratoire. Il s'attela à la fabrication de crépines ultrafines pour la production industrielle de filtre HEPA, appelés filtres Petryanov dans le monde germanophone. Les nouvelles fibres servirent en outre à la fabrication de masques à gaz adoptés presque immédiatement par l'Armée rouge. Au mois de décembre 1940, il soutint sa thèse de doctorat et fut nommé professeur au mois de juin 1941.
Avec le déclenchement de l'opération Barbarossa, Petryanov-Sokolov suivit le reste de l'Institut Karpov, évacué dans le Nord de l'Oural et dirigea la fabrication, pour l’industrie de l'armement, des équipements modernes mis au point dans son laboratoire. En 1945, le gouvernement le chargea de collecter en Allemagne occupée toutes les informations disponibles sur la production d'eau lourde.
En 1945, Petryanov-Sokolov fut réaffecté au projet de bombe atomique soviétique,. Là, il se lia d'amitié avec Igor Kourtchatov, Iouli Khariton et Gueorgui Fliorov. Ses recherches sont à la base des techniques de protection des travailleurs du nucléaire vis-à-vis de la radioactivité. Avec Sinaïda Vassilievna Erchova, il travailla à l'Institut des Hautes technologies sur les substances minérales (WNIINM, aujourd'hui Institut Botchvar) et se considérait comme son disciple.
Par delà ses activités scientifiques, Petryanov-Sokolov se consacrait à l'édition d’œuvres de vulgarisation scientifique pour le compte de l'Académie des sciences de l'URSS. Il exerça les fonctions de rédacteur en chef du journal Chimija i schisn, série  destinée aux adolescents, et à l'Encyclopédie Soviétique pour la Jeunesse. À partir de 1947 il donna des conférences à l' Institut chimico-technique Mendeleïev (MChTI), où il créa la première chaire de génie chimique (rebaptisée en 1949 « chaire de Technologie des isotopes et des corps pur »). Élu membre correspondant de l'Académie des sciences d'URSS en 1953, il en devint membre titulaire en 1966.
Petryanov-Sokolov consacra également une grande part de son temps à la promotion de l'héritage culturel et de la culture russe. Il fut l'un des membres fondateurs de l'Association Pan-russe de protection du patrimoine culturel, de l'Association Pan-union des bibliophiles et du Journal des Monuments de la Patrie. Il milita pour la protection de l'environnement et joua un rôle considérable dans l'opposition au plan Davidov. Dans les années 1950, il prit la tête avec Nikolaï Semionov de l’initiative « Zéro déchet. » Jusque dans les années 1980, Petryanov-Sokolov poursuivit l'étude des propriétés optiques des particules d'aérosol dans la perspective d'un hiver nucléaire. Il accordait une grande place aux questions religieuses mais se déclarait volontiers apolitique.
Petryanov-Sokolov repose au cimetière de Donskoï.

## Distinctions et récompenses
- Prix Staline de IIIe classe (1941) pour sa nouvelle technique de production des fibres synthétiques[3]
- ordre de Lénine (1943, 1966, 1971)[3]
- Ordre du Drapeau rouge du Travail (1952, 1954)
- Ordre de l'Insigne d'honneur (1954)[3]
- Prix Lénine (1966)[3]
- Héros du travail socialiste (1971)[3]
- Ordre de la Révolution d'Octobre (1975)[3]
- Prix Kalinga (1984)[3]
- Ordre de l'Amitié des peuples (1987)[3]
- 4 médailles au Centre panrusse des expositions
- Palmarès mondial des 500 de l'UNESCO
- Prix Ouchinski et médaille du Conseil des ministres de la RSFSR[4]